# HD219749
HD219749 — хімічно пекулярна зоря спектрального класу
B9 й має  видиму зоряну величину в смузі V приблизно  6,5.
Вона  розташована на відстані близько 545,4 світлових років від Сонця.

## Фізичні характеристики
Зоря HD219749 обертається 
досить швидко 
навколо своєї осі. Проєкція її екваторіальної швидкості на промінь зору становить  Vsin(i)= 75км/сек.
Телескоп Гіппаркос зареєстрував  фотометричну змінність  даної зорі з періодом    1,62 доби в межах від  Hmin= 6,50 до  Hmax= 6,46.

## Пекулярний хімічний склад
Зоряна атмосфера HD219749 має підвищений вміст 
Si
.

## Магнітне поле
Спектр даної зорі вказує на наявність магнітного поля у її зоряній атмосфері.
Напруженість повздовжної компоненти поля оціненої з аналізу
становить 1000,5± 412,1 Гаус.